# Parco naturale regionale Lama Balice
Il parco naturale regionale Lama Balice è un'area naturale protetta di 504 ettari che è stata istituita dalla Regione Puglia con la legge regionale n. 15/2007 situata nella città metropolitana di Bari.
L'area è stata identificata come parco naturale attrezzato il 24 marzo 1980. Successivamente ricompresa nell'elenco delle aree protette regionali nel 1997, è diventato parco naturale regionale con la legge regionale del 5 giugno 2007. L'area si estende nei comuni di Bari e Bitonto. La sede del parco è a Bitonto, presso l'istituto Maria Cristina di Savoia.

## Territorio
Il parco regionale prende il nome dalla lama Balice che, con i suoi 37 km di lunghezza costituisce una delle più lunghe lame presenti nella città metropolitana di Bari. La lama si origina tra Ruvo di Puglia e Corato e dopo aver attraversato il territorio del comune di Bitonto termina a nord della città di Bari, presso il quartiere Fesca.

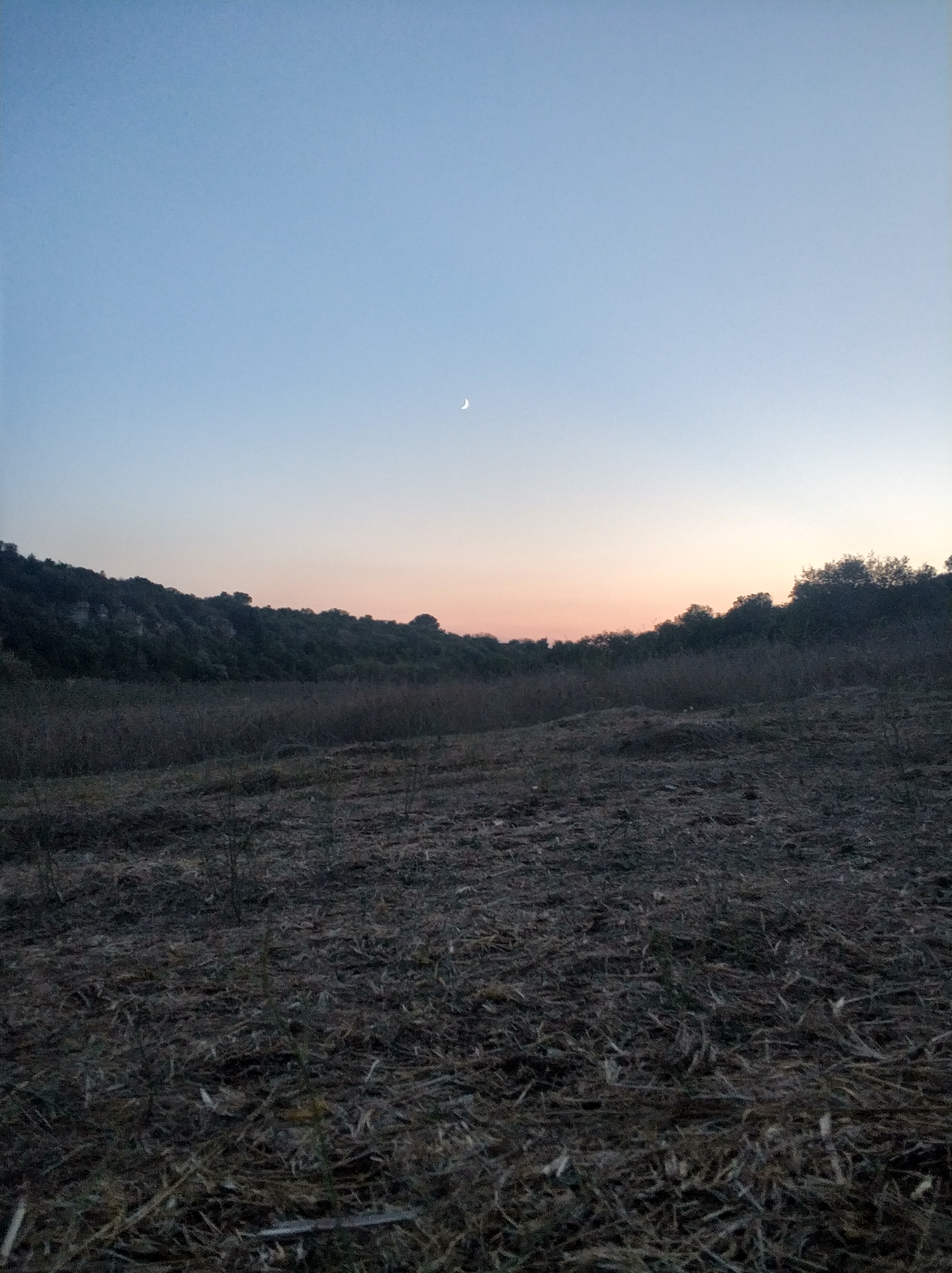
Lama Balice nel 2020.

Il torrente che vi scorre era un tempo chiamato Tiflis: normalmente in secca, in occasione di precipitazioni più abbondanti si gonfia per l'apporto di acqua piovana. Il toponimo Balice è invece riconducibile al latino medievale "baligium" cioè valle, come la lama è indicata già in un documento del Libro Rosso di Bitonto in cui si legge baligium qua igitur Barium ovvero "valle attraverso la quale si giunge a Bitonto".
Alcuni tratti della lama sono bassi e sinuosi, mentre altri sono ripidi e presentano una stratificazione rocciosa notevole. La natura carsica del territorio è evidente per la presenza di numerose cavità naturali alle quali si aggiunsero le caverne scavate dall'uomo, che hanno restituito resti di epoca protostorica. Tutto il bacino di Lama Balice è caratterizzato da Castelli medievali, chiese e masserie. Al suo interno è situata Villa Framarino, un'antica masseria, che dopo i recenti restauri è diventata sede del primo centro di documentazione barese sulla conservazione della natura.
La lama, area di sosta per l'avifauna, presenta tratti coltivati e altri che mantengono l'originaria macchia mediterranea (querce coccifere, lecci, fragni, arbusti). La lama riveste importanza anche a livello storico. Vi sono delle grotte, le "grotte di Chianchiarello", che rappresentano delle testimonianze sulla vita paleolitica della città. Nella vicina cava, ormai dismessa, sono state rilevate orme di dinosauri.